# Reich von Kocho
Das Reich von Kocho (chinesisch 高昌回鶻 Gāochāng Huíhú) war ein Reich der Uiguren im Tarimbecken, das sich ab 840 abzeichnete, 856 gegründet wurde, bis 1130 unabhängig war und danach unter der Herrschaft anderer Reiche weiter bestand. Eine Hauptstadt war Kocho. Andere Schreibweisen sind Reich von Qočo, Königreich von Xoqo o. ä., es wurde auch „zweites Uigurenreich“ oder „Uiguristan“ genannt.

## Vorgeschichte

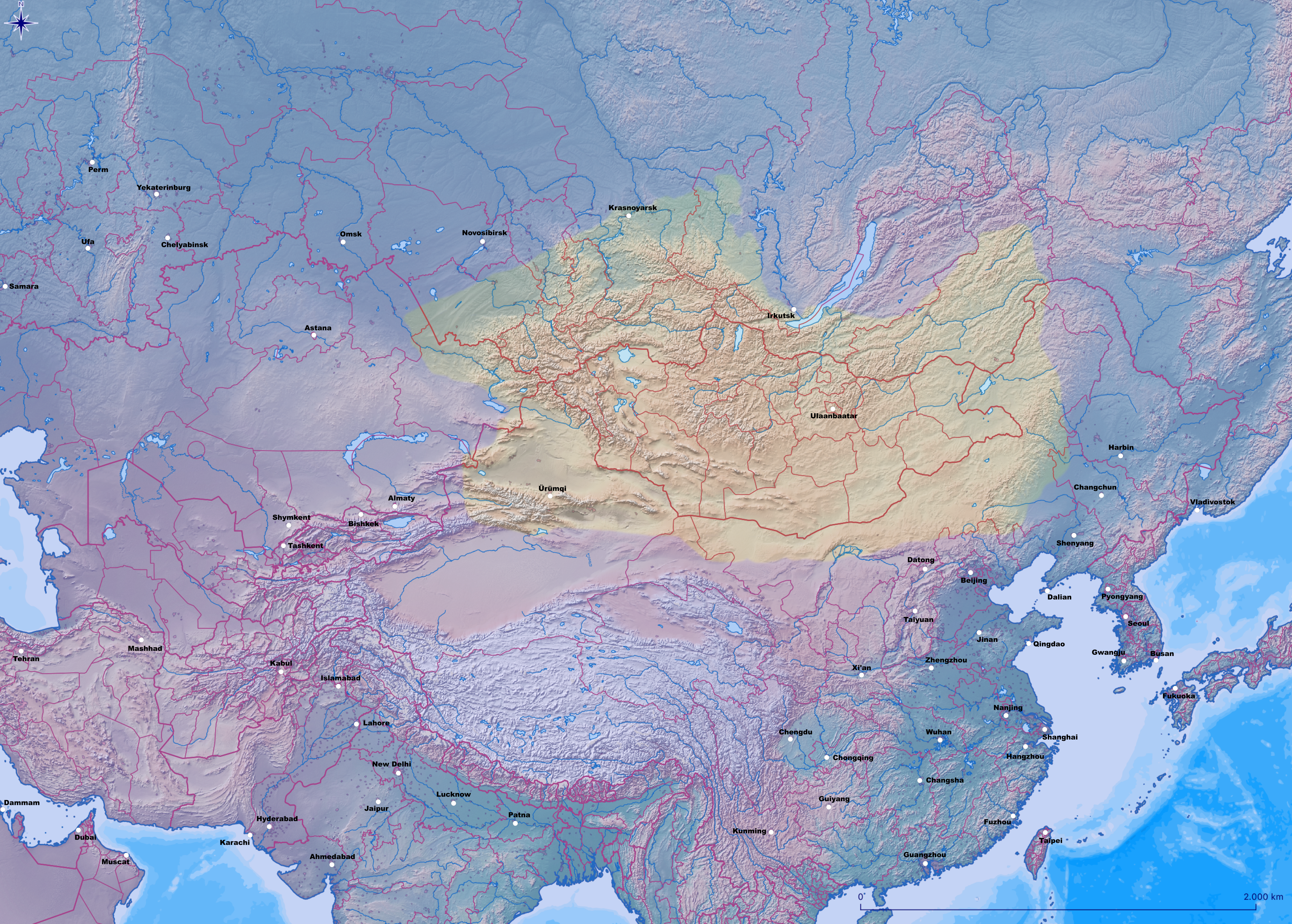
Versuch einer Darstellung des Einflussbereichs der Kirgisen im 9. Jahrhundert. –
Die Kirgisen gründeten nie ein Steppenreich wie das uigurische, das sie zerschlagen hatten

Im Jahr 840 vernichteten die Kirgisen das Uigurische Kaganat. Kurz darauf endete das tibetische Reich und Tang-Chinas Abstieg begann - es zerfiel 907 endgültig. Die siegreichen Kirgisen hingegen gründete niemals ein Steppenreich wie das der Uiguren. Aus dieser Zeit des politischen Vakuums, in der der uigurische Stammesverband auseinanderfiel und viele Stämme aus der Region abwanderten und einige neue Staaten gründeten, sind der Geschichtswissenschaft nur wenige historische Aufzeichnungen bekannt, und die chinesischen Aufzeichnungen als einzige Quellen der Ereignisse blieben unvollständig.
Nach der Niederlage 840 flohen die meisten Uiguren nach Südwesten und verteilten sich auf die Oasenstädte rund um die Taklamakan-Wüste, wo sie bereits Handelsbeziehungen entlang der alten Seidenstraße unterhalten hatten. Viele zogen in die Stadtstaaten Turpan, Qočo, Bešbalıq und Kuqa sowie in die Städte des Gansu-Korridors, letztere wurden „Gelben Yuguren“ genannt. Die Uiguren wurden nun endgültig sesshaft, vermischten sich mit ihren Nachbarn, übernahmen die Stadtkultur und lehnten eine Rückkehr in die mongolische Steppe ab. Weitere Gruppen zogen weiter nach Westen ins Tschu-Tal und nach Kaschgar und siedelten dort zusammen mit Karluken. Turpan entwickelte sich zur neugegründeten Hauptstadt der diasporischen Uiguren und Kaschgar zu einem ihrer bedeutendsten Handelszentren. Mit der Besiedlung ihrer neuen Siedlungsräume in der Turpan-Oase und im Gansu-Korridor waren die Uiguren das erste alttürkische Volk Zentralasiens, das vollständig die sesshafte Lebensweise übernahm.
Die abgewanderten Uiguren gründeten schließlich zwei neue Staaten: Das Reich der Gansu-Uiguren und das Reich von Kocho westlich in den Oasen des Tarimbeckens. Beide unterschieden sich von dem vorherigen Steppenreich des Uigurischen Kaganats, da ihre Grundlage nicht in ausgedehnten Weideflächen bestand, sondern in besiedelten Oasengebieten. Die in das Tarimbecken eingewanderten Uiguren als größte Gruppe der uigurischen Diaspora setzten mit dem Reich von Kocho das von ihren Vorfahren im uigurischen Kaganat begründete Erbe fort. Ihr weit vom ursprünglichen Reich entferntes Königreich gedieh bis zur Ankunft der Mongolen im 12. Jahrhundert. Im Gegensatz zu den Gansu-Uiguren konnte das Reich von Kocho seine relative Unabhängigkeit noch lange Zeit bewahren, selbst noch in Untertanenschaft der Kara Kitai und schließlich der Mongolen.

## Uiguren im Tarimbecken
Nach dem Ende des Uigurischen Kaganats im Jahr 840 erreichten etwa 15 uigurische Stämme das Gebiet von Kuqa, einer der zu dieser Zeit größten Oasensiedlungen im Tarimbecken. Mangli (auch: Menglig Tegin), ein Mitglied der alten uigurischen Aristokratie der Stadt Kara-Balgasun, hatte die Stämme nach Kuqa geführt und behauptete sich als erster uigurischer Qağan (Herrscher) dieser Region. Mangli vertrieb die Tibeter aus den strategisch wichtigen Oasen Dunhuang, Hami und Turfan und beendete damit die langen Auseinandersetzungen zwischen Uiguren und Tibetern um das Tarimbecken. Die Ausdehnung der uigurischen Kontrolle über weitere Oasen im Tarimbecken war dadurch begünstigt worden, dass der Zusammenbruch des uigurischen Steppenreiches und die Abwanderung der Uiguren nach Süden das nördliche Grenzgebiet Tibets destabilisiert hatte. Die Auswanderung der Diaspora in das Tarimbecken im Jahr 840 war naheliegend, da dort bereits zur Zeit des Uigurischen Kaganats Uiguren gelebt hatten; ihre Legitimität als neue Herrscher wurde zusätzlich gestärkt, weil sie den Einfluss der Sogdier und Manichäer mitbrachten.
857 erkannte der Tang-Kaiser infolge des uigurischen Sieges Mangli mit einem kaiserlichen Titel als Huai-chien Qagan an. Zu diesem Zeitpunkt hatte Mangli bereits wieder die Kontrolle über Beiting (Bešbalıq) erlangt und festigte 866 seine Macht über das Tarimbecken weiter, als er die Kontrolle über Kocho erlangte. Beiting könnte aufgrund der dort konzentrierten Toquz-Oguz-Stämme das nomadische und daher das politisch-militärische Zentrum gewesen sein sowie als Sommerresidenz gedient haben und blieb bis 1270 die wichtigste uigurische Hauptstadt. Kocho war dagegen ein religiöses und wirtschaftliches Zentrum, verfügte über eine eher landwirtschaftlich und merkantil ausgerichtete, sesshafte Bevölkerung und scheint aufgrund seines milderen Klimas die Winterhauptstadt gewesen zu sein - sie war an der Seidenstraße in der Nähe der heutigen Turfan-Oase von den Uiguren gegründet worden, deren führende Elite zwischen dem 8. und 11. Jahrhundert den Manichäismus annahm, welcher als besonders schreibkundige Religion die Einführung einer westasiatischen Buchkultur in die Region Turfan mit sich brachte.

## Unabhängiges Reich
Das 856 gegründete Reich von Kocho umfasste das östliche Tarimbecken mit seinen Oasenstädten, insbesondere Bešbalıq (Beiting) im Norden und die Turpan-Region (mit Kocho/Qočo) im Süden, zeitweise auch Khotan im Südwesten, das westliche Tarimbecken und die Dsungarei. Es wird heute Reich von Kocho, Uigurische Reich von Qočo oder zweites Uigurenreich genannt. Die Hauptstadt war im Sommer Kocho, im Winter Bešbalıq, seine Herrscher wurden „Idykut“ (Iduqut) genannt. Die Uiguren brachten den Manichäismus mit, übernahmen aber mit der Zeit den in Kocho verbreiteten Buddhismus, der dann Mitte des 10. Jahrhunderts vorherrschte und sich hier, anders als im restlichen Tarimbecken, bis ins 15. Jahrhundert hielt. Jedoch schritt die Turkisierung des Gebietes voran, insbesondere verbreitete sich der Islam. Im 11. Jahrhundert musste das Reich die vordringenden Karachaniden abwehren, Hotan ging verloren.

## Vasallenstaat
Ab 1130 erreichten die Kara-Kitai (oder die „Westliche Liao-Dynastie“) unter ihrem Herrscher Yelü Dashi das Tarimbecken und machten die Uiguren zu ihren Vasallen. Die Uiguren mussten anfangs jährlichen Tribut zahlen und konnten ihr Reich sonst selbständig verwalten; später wuchsen die Anforderungen der Kara-Kitai.
1209 ließ Barčuq Art Tegin, der Iduqut der Uiguren, den damaligen Aufseher der Kara Kitai ermorden und unterwarf sich den Mongolen unter Dschingis Khan. Die Uiguren wurden Vasallen der Mongolen und unterstützen sie, besonders in der Verwaltung. Die Herrschaft der Mongolen dauerte bis 1335, nach dem Mongolischen Reich folgte die Yuan-Dynastie.
Der Tschagataide Khizr Khoja, Khan des Östlichen Tschagatai-Khanats, zwang Ende des 14. Jahrhunderts die letzten buddhistischen Uiguren in einem Feldzug zum Übertritt zum Islam, wie Mirza Muhammad Haidar Dughlat in seinem Werk Tarikh-i-Rashidi berichtete. Ab dieser Zeit wurde der Name „Uiguren“ nicht mehr verwendet, bis er in modernen Zeiten reaktiviert wurde.

## Kultur und Wirtschaft
Das Tarimbecken bot den Uiguren gute Voraussetzungen für den bereits in der Steppe begonnenen Übergang zur Sesshaftigkeit. Die Region war jahrhundertelang von vielen nomadischen und sesshaften Gruppen besiedelt worden, darunter die Xiongnu, Kuschanen, Hephthaliten, Chinesen und Sogdier. Bis zum 9. Jahrhundert setzte sich die lokale Bevölkerung einerseits aus urbanen und halb-sesshaften Völkern zusammen, darunter uigurischen und iranisch/tocharischen (Sogdier und Khotanesen) sowie andererseits aus nomadischen nicht-uigurischen turkischen Stämmen, darunter die Stämmen Basmil und Toquz Oguz.
Die vorherrschende Sprache im Gebiet war die tocharische Sprache. Die vorherrschende Religion des nördlichen Tarimbeckens war der Buddhismus, doch waren im Tarimbecken aufgrund seiner geographischen Lage auch andere Religionen verbreitet, insbesondere Zoroastrismus, nestorianisches Christentum, Islam und Schamanismus. Bis zum Ende des 10. Jahrhunderts, als viele Mitglieder der herrschenden uigurischen Elite zum Buddhismus übergingen, bekannten sich die Uiguren weiterhin zum Manichäismus. Die führende uigurische Elite gab jedoch ihren manichäischen Glauben auf und unterstützte ab der ersten Hälfte des 11. Jahrhunderts stattdessen den Buddhismus, ohne dass es dabei gegenüber Manichäern – wie an anderen Orten geschehen – zu übermäßiger Gewalt gekommen wäre. Die Konversion der Uiguren zum Buddhismus ging vor allem auf den Einfluss von Tocharern im Gebiet Kuqa-Karaschahr-Turpan und von Chinesen im Gebiet Bešbalıq-Turpan-Dunhuang zurück, die bis Mitte des 11. Jahrhunderts Positionen als führende religiöse Hohepriester innehatten, bis Uiguren in diese Positionen aufrückten. Die uigurische Bekehrung zum Buddhismus brachte die Bildung einer umfangreichen uigurischen buddhistischen Literatur mit sich, die vorwiegend in einer neuen, das alte türkische Runensystem ersetzenden uigurischen Schrift verfasst wurde, aber auch in Brahmi- und Tibetischer Schrift.
Neben dem neuen Schriftsystem führten die Uiguren auch anderer Technologien wie Metallbearbeitung, Weberei sowie visuelle und plastische Kunst fort oder verbesserten sie. Uigurische Handwerker und Künstler erlangten den Ruf von hochqualifizierten Produzenten von Luxusartikeln für die religiöse oder weltliche Verwendung. Die Uiguren erhielten die Herrschaft über ihr Königreich im Tarim-Becken weiterhin mit großer Autonomie aufrecht, auch nachdem sie 1130 formelle Untertanen der Kara Kitai geworden waren.